# Aire urbaine de Thiviers
L'aire urbaine de Thiviers était une aire urbaine française constituée autour de la ville de Thiviers, dans le département de la Dordogne.
En 2020, l'Insee définit un nouveau zonage d'étude : les aires d'attraction des villes. L'aire d'attraction de Thiviers remplace désormais son aire urbaine, avec un périmètre différent.

## Caractéristiques
En 2010, selon l'Insee, l'aire urbaine de Thiviers était composée de quatre communes, toutes situées en Dordogne.
Son pôle urbain est l'unité urbaine de Thiviers, formée de deux communes.

### Communes
Selon la délimitation de 2010, les communes appartenant à l'aire urbaine de Thiviers étaient Eyzerac, Nantheuil, Saint-Romain-et-Saint-Clément et Thiviers.

## Évolution démographique
L'évolution démographique ci-dessous concerne l'aire urbaine selon le périmètre défini en 2010.
| 1968  | 1975  | 1982  | 1990  | 1999  | 2007  | 2012  | 2017  |
| ----- | ----- | ----- | ----- | ----- | ----- | ----- | ----- |
| 5 391 | 5 696 | 5 575 | 5 347 | 5 029 | 5 092 | 4 991 | 4 731 |